# Mesteacăn (okręg Botoszany)
Mesteacăn – wieś w Rumunii, w okręgu Botoszany, w gminie Corni. W 2011 roku liczyła 483 mieszkańców.